# Zapadores (station)
Zapadores är en tunnelbanestation i tunnelbanesystemet Metro de Santiago i Santiago, Chile. Nästföljande station i riktning mot Vespucio Norte är just Vespucio Norte och nästa station i riktning mot La Cisterna är Dorsal.